# Ohio Valley Wrestling
Ohio Valley Wrestling - американський промоушен реслінгу, що базується в Луїсвіллі, штат Кентуккі. Спочатку OVW було частиною  National Wrestling Alliance, починаючи з 1997 до 2000 року, коли вона стала територією розвитку талантів WWE. OVW залишався в цій ролі з 2000 до 2008 року. Наразі акції перебувають у власності Денні Девіса.
У 2012 році OVW стала територією розвитку для Total Nonstop Action Wrestling (TNA). Проте відносини закінчилися 2 листопада 2013. Станом на грудень 2011 року, понад 100 випускників OVW  опинилися в WWE.

## Історія
OVW було засновано Денні Девісом в 1997 році як член NWA. Проте, OVW відокремлена від NWA в 2000 році. Після цього компанія стала територією розвитку World Wrestling Federation / Entertainment. Джим Корнет був головою OVW і більшість інвесторів, але був звільнений WWE. Він був замінений Полом Хейманом.
У 2007 році Корнет продав свою частку в компанії Девісу. 7 лютого 2008, WWE оголосило, що вона завершила свій зв'язок з OVW як територією розвитку. Проте, 23 вересня 2009, OVW оголосив через прес-реліз Міжнародної федерації реслінгу, що старший виконавчий віце-президент Джон Лаурінайтіс відвідав і реслерів з OVW і що WWE відбудеться "набагато більш активну роль у залученні OVW талантів".
8 вересня 2010 Денні Девіс оголосив, що Джим Корнет повернувся до своєї ролі головного Букера компанії.
7 листопада 2011, було оголошено, що між OVW і Total Nonstop Action(TNA) була досягнута угода про те, що OVW стане офіційною територією розвитку. Директор відділу зв'язків з талантами Ал Сноу повертається як Букер компанії, замінивши Джима Корнетта. Відносини тривали два роки, до закінчення контракту 2 листопада 2013.

## Телебачення
OVW в даний час транслюється як 60-хвилинна телевізійна програму по суботах в області Луїсвіллу на телеканалі WBNA-21 в 1:00 вечора і по середах о 9:00 вечора, після WWE Main Event, і на WOBZ-LD в Лондоні.

## Чемпіонські титули
| Титул                             | Нинішній чемпіон | Дата виграшу   | Попередник       |
| --------------------------------- | ---------------- | -------------- | ---------------- |
| Чемпіон OVW у важкій вазі         | Маркус Антоні    | 5 липня 2014   | Джемін Олівенчіа |
| Телевізійний чемпіон OVW          | Адам Револьвер   | 21 травня 2014 | Мелвіс Максімус  |
| Чемпіон OVW у командних змаганнях | Боді Брідж       | 5 липня 2014   | Скайволкерс      |
| Чемпіонка серед жінок OVW         | Леід Тапа        | 6 квітня 2014  | Джессі Белле     |